# Saison 1 de Preacher
Chronologie
Saison 2
Cet article présente le guide des épisodes de la première saison de la série télévisée américaine Preacher.

## Synopsis de la saison
Jesse Custer est pasteur malgré lui d'une petite ville du Texas. Cette dernière est habitée par une mystérieuse entité qui donne le pouvoir à Jesse, de plier les gens à sa volonté. Jesse décide donc, avec sa petite amie un jour sur deux, Tullip et un vampire irlandais nommé Cassidy, de se lancer dans une quête pour littéralement trouver Dieu.

## Distribution

### Acteurs principaux
- Dominic Cooper (VF : Stéphane Pouplard) : Révérend Jesse Custer
- Ruth Negga (VF : Nathalie Karsenti) : Tulip O'Hare
- Joseph Gilgun (VF : Jérémy Prévost) : Cassidy
- W. Earl Brown (VF : Stéphane Bazin) : le shérif Hugo Root
- Tom Brooke (VF : Laurent Morteau) : Fiore

### Acteurs récurrents
- Ian Colletti (VF : Valéry Schatz) : Eugene Root / Arseface
- Lucy Griffiths (VF : Audrey Sablé) : Emily Woodrow
- Jamie Anne Allman (en) (VF : Léa Gabrièle) : Betsy Schenck
- Derek Wilson (VF : Gilduin Tissier) : Donny Schenck
- Jackie Earle Haley (VF : Julien Kramer) : Odin Quinncannon
- Graham McTavish (VF : Patrick Béthune) : le « Saint des Tueurs »
- Morse Picknell (VF : Philippe Dumond) : Herr Klaus Starr (épisode 3)
- Elizabeth Perkins : Vyla Quinncannon (pilote original, scènes supprimées)

## Liste des épisodes
1. Une question de choix (Pilot)
2. Une révélation (See)
3. Grand Pouvoir, Grandes Possibilités (The Possibilities)
4. Rédemption (Monster Swamp)
5. Un nouveau départ (South Will Rise Again)
6. Genesis (Sundowner)
7. Disparu (He Gone)
8. Alamo (El Valero)
9. Bienvenue en enfer (Finish the Song)
10. Le Grand Jour (Call and Response)

### Épisode 1:Une question de choix
- États-Unis : 22 mai 2016 sur AMC[1]
- France :
  - 30 mai 2016 sur OCS Choc[2] (en VOSTFr)
  - 20 novembre 2016 sur OCS Choc[3] (en VF)
- Belgique : 7 octobre 2016 sur Be tv[4]

### Épisode 2:Une révélation
- États-Unis : 5 juin 2016 sur AMC
- France
  - 6 juin 2016 sur OCS Choc (en VOSTFr)
  - 20 novembre 2016 sur OCS Choc(en VF)
- Belgique : 7 octobre 2016 sur Be tv

- États-Unis : 2,075 millions de téléspectateurs[6] (première diffusion)

### Épisode 3:Grand pouvoir, grandes possibilités
- États-Unis : 12 juin 2016 sur AMC
- France :
  - 13 juin 2016 sur OCS Choc (en VOSTFr)
  - 27 novembre 2016 sur OCS Choc(en VF)
- Belgique : 14 octobre 2016 sur Be tv

- États-Unis : 1,754 million de téléspectateurs[7] (première diffusion)

### Épisode 4:Rédemption
- États-Unis : 19 juin 2016 sur AMC
- France :
  - 20 juin 2016 sur OCS Choc (en VOSTFr)
  - 27 novembre 2016 sur OCS Choc(en VF)
- Belgique : 14 octobre 2016 sur Be tv

- États-Unis : 1,142 million de téléspectateurs[8] (première diffusion)

### Épisode 5:Un nouveau départ
- États-Unis : 26 juin 2016 sur AMC
- France :
  - 27 juin 2016 sur OCS Choc (en VOSTFr)
  - 4 décembre 2016 sur OCS Choc(en VF)
- Belgique : 21 octobre 2016 sur Be tv

- États-Unis : 1,425 million de téléspectateurs[9] (première diffusion)

### Épisode 6:Genesis
- États-Unis : 3 juillet 2016 sur AMC
- France :
  - 4 juillet 2016 sur OCS Choc (en VOSTFr)
  - 4 décembre 2016 sur OCS Choc(en VF)
- Belgique : 21 octobre 2016 sur Be tv

- États-Unis : 1,494 million de téléspectateurs[10] (première diffusion)

### Épisode 7:Disparu
- États-Unis : 10 juillet 2016 sur AMC
- France :
  - 11 juillet 2016 sur OCS Choc (en VOSTFr)
  - 11 décembre 2016 sur OCS Choc(en VF)
- Belgique : 28 octobre 2016 sur Be tv

### Épisode 8:Alamo
- États-Unis : 17 juillet 2016 sur AMC
- France :
  - 18 juillet 2016 sur OCS Choc (en VOSTFr)
  - 11 décembre 2016 sur OCS Choc(en VF)
- Belgique : 28 octobre 2016 sur Be tv

### Épisode 9:Bienvenue en enfer
- États-Unis : 24 juillet 2016 sur AMC
- France :
  - 25 juillet 2016 sur OCS Choc (en VOSTFr)
  - 18 décembre 2016 sur OCS Choc(en VF)
- Belgique : 4 novembre 2016 sur Be tv

### Épisode 10:Le Grand Jour
- États-Unis : 31 juillet 2016 sur AMC
- France :
  - 1er août 2016 sur OCS Choc (en VOSTFr)
  - 18 décembre 2016 sur OCS Choc(en VF)
- Belgique : 4 novembre 2016 sur Be tv